# Найдёнов, Василий Иванович
Василий Иванович Найдёнов (19 декабря 1893, Починки, Старорусский уезд, Российская империя — 29 января 1942, Алма-Ата) — советский военный деятель, генерал-майор (4 июня 1940 года).

## Начальная биография
Василий Иванович Найдёнов родился 19 декабря 1893 года в деревне Починки ныне Старорусского района Ленинградской области.

## Военная служба

### Первая мировая и гражданская войны
В октябре 1913 года призван в ряды Русской императорской армии и направлен в Петроградского лейб-гвардии полка, где окончил учебную команду.
С июня 1914 года с началом Первой мировой войны унтер-офицер В. И. Найдёнов принимал участие в боевых действиях в районе Варшавы. В феврале 1915 года направлен на учёбу на ускоренный курс в Виленское военное училище в Полтаве, после окончания которого вернулся в полк, где был назначен на должность начальника команды разведчиков.
В ноябре 1916 года поручик Найдёнов был тяжело ранен, после чего лечился в госпиталях г. Царицын и Старая Руса. По выздоровлении получил шестимесячный отпуск, после чего находился на своей родине. За участие в демонстрации в Старой Руссе против Июньского наступления находился под следствием, однако был освобождён.
В октябре 1917 года избран на должности начальника красногвардейских отрядов и члена Старорусского Совета депутатов и революционного комитета и вскоре принимал участие в разоружении эшелона белых, который направлялся со станции Бологое по направлению на станции Дно и Старая Русса.
В марте 1918 года назначен на должность начальника охраны Московско-Виндаво-Рыбинской железной дороги, а в октябре того же года призван в РККА, после чего назначен на должность начальника хозяйственной части 45-го Новгородского полка, а в июле 1919 года — на должность командира этого же полка. Принимал участие в боевых действиях против войск под командованием Н. Н. Юденича и С. Н. Булак-Балаховича в районе Батецкий, Луга и Порхов.
2 января 1920 года Найдёнов был ранен, после чего лечился в Новгороде. После выздоровления и отпуска в июне того же года был назначен на должность помощника командира по строевой части 34-го запасного стрелкового полка, дислоцированного в Омске. С октября служил на должностях помощника командира и командира 33-го запасного стрелкового полка, который вскоре был преобразован в 33-й учебно-кадровый батальон. В июне 1921 года был назначен на должность командира 436-го стрелкового полка (146-я отдельная стрелковая бригада), после чего принимал участие в боевых действиях против войск под командованием генералов Б. В. Анненкова и А. С. Бакича на территории Семипалатинской области и Монголии.
В мае 1922 года назначен на должность командира 186-го стрелкового Воткинского полка в составе 21-й стрелковой дивизии, который вскоре участвовал в боевых действиях против войск под командованием А. П. Кайгородова на Горном Алтае.

### Межвоенное время
В июле 1922 года назначен на должность помощника командира по строевой части 63-го стрелкового полка, дислоцированного в Барнауле, а в сентябре того же года — на должность командира 61-го стрелкового полка, дислоцированного в Томске. В октябре 1923 года направлен на учёбу на курсы комсостава «Выстрел», после окончания которых вернулся в 21-ю дивизию, где был назначен на должность начальника оперативной части штаба дивизии.
В январе 1926 года назначен на должность командира и комиссара 36-го стрелкового Славгородского полка (12-я стрелковая дивизия), а в августе 1928 года — на должность командира и комиссара 250-го стрелкового Белёвского полка (84-я стрелковая дивизия, Московский военный округ). В октябре 1929 года вновь направлен на курсы «Выстрел», после окончания которых в апреле 1930 года вернулся на прежнюю должность.
В феврале 1931 года направлен на учёбу в адъюнктуру Военной академии имени М. В. Фрунзе, после окончания которой в апреле 1934 года назначен на должность начальника 4-го сектора этой же академии. С декабря 1935 года обучался на особом факультете этой же академии, после окончания которого с октября 1936 года служил на должностях инспектора и старшего инспектора Группы контроля при НКО СССР.
В сентябре 1940 года назначен на должность заместителя начальника Управления делами при НКО СССР, а в марте 1941 года — на должность старшего преподавателя кафедры тактики высших соединений Академии Генштаба СССР.

### Великая Отечественная война
С началом войны В. И. Найдёнов направлен в распоряжение Военного совета Западного фронта и в сентябре 1941 года назначен на должность начальника Управления тыла 19-й армии, которая вскоре принимала участие в боевых действиях в ходе Вяземской оборонительной операции, а также в окружении в районе Ельни, из которого часть соединений вышла на Можайскую линию обороны.
В ноябре назначен на должность командира 38-й стрелковой дивизии, которая формировалась в г. Алма-Ата (Среднеазиатский военный округ).
Генерал-майор Василий Иванович Найдёнов умер 29 января 1942 года в Алма-Ате.

## Воинские звания
- Комбриг (22 февраля 1938 года);
- Генерал-майор (4 июня 1940 года).

## Награды
- Орден Красного Знамени (22.02.1938);
- Орден Отечественной войны 1 степени (06.05.1965[4]);
- Медаль «XX лет Рабоче-Крестьянской Красной Армии».